# أوملوب فان هيت هاجيلاند 2017
أوملوب فان هيت هاجيلاند 2017 (بالفرنسية: Omloop van het Hageland 2017)‏ هو سباق دراجات هوائية، وهو الموسم رقم 13 من نفس السباق، وأقيم في 26 فبراير 2017، وامتدّ لمسافة 126.6 كيلومتر، وهو أحد سباقات سباق الدراجات على الطريق للنساء 2017، وقد شارك في السباق 191 متسابقاً ووصل إلى نهايته 80 متسابقاً.
فاز فيه بالمركز الأول جولين ديهور، وبالمركز الثاني كلو هوسكينغ، وبالمركز الثالث سارة روي.

## الفرق
| فرق سيدات محترفة (21)- يو أي أيه تيم ‏ - بيبينك ‏ - إس دي وركس ‏ - كانيون–إس آر إيه إم ‏ - Équipe Paule Ka ‏ - Colavita–HelloFresh ‏ - Cylance Pro Cycling (women's team) ‏ - دروبز 2017 ‏ - FDJ–Suez ‏ - هايتك بوردكتس 2017 ‏ - لاريس واوودلز للسيدات 2017 ‏ - Lensworld–Kuota ‏ - لوينتيك 2017 ‏ - لوتو سودال للسيدات 2017 ‏ - Liv AlUla Jayco ‏ - باركهوتل فالكنبورغ-ديستيل 2017 ‏ - Experza–Footlogix Ladies Cycling Team ‏ - فريق سنويب للسيدات 2017 ‏ - Team Virtu Cycling Women ‏ - Wiggle High5 Pro Cycling ‏ - ليف ريسينغ ‏ فريق وطني- فريق ألمانيا لركوب الدراجات للسيدات 2017‏ فرق دراجات هواة سيدات (11)- أوتوجلاس ويترين ‏ - Equano‏ - Hoop Op Zegen Beveren‏ - Isorex‏ - Jan van Arckel ‏ - Jos Feron ‏ - Keukens Redant ‏ - MEXX–Watersley International Women's Cycling Team ‏ - GT Krush Rebellease Pro Cycling ‏ - Textielstad de Jonge Renner‏ - Wielerclub de sprinters Malderen ‏ |  |
| |  |

## التصنيف العام النهائي
| التصنيف العام | التصنيف العام   | التصنيف العام | التصنيف العام                      | التصنيف العام |        |
| الدراج        | الدراج          | البلد         | الفريق                             | الوقت         | السرعة |
| ------------- | --------------- | ------------- | ---------------------------------- | ------------- | ------ |
| 1.            | جولين ديهور     | بلجيكا        | Wiggle High5                       | 3 س 17 د 41 ث |        |
| 2.            | كلو هوسكينغ     | أستراليا      | Alé Cipollini                      | + 0 ث         |        |
| 3.            | سارة روي        | أستراليا      | Orica-Scott                        | + 0 ث         |        |
| 4.            | لوتا ليبيستو    | فنلندا        | Cervélo Bigla                      | + 0 ث         |        |
| 5.            | لوت كوبيكي      | بلجيكا        | Lotto Soudal Ladies                | + 0 ث         |        |
| 6.            | روكسان فورنييه  | فرنسا         | FDJ-Nouvelle Aquitaine-Futuroscope | + 0 ث         |        |
| 7.            | كيرستن وايلد    | هولندا        | Cylance                            | + 0 ث         |        |
| 8.            | إيلين فان دايك  | هولندا        | Sunweb                             | + 0 ث         |        |
| 9.            | أمالي ديديريكسن | الدنمارك      | Boels Dolmans                      | + 0 ث         |        |
| 10.           | لورين كيتشن     | أستراليا      | WM3                                | + 0 ث         |        |